# 8096 Емільзоля
8096 Емільзоля (8096 Emilezola) — астероїд головного поясу, відкритий 20 липня 1993 року.
Тіссеранів параметр щодо Юпітера — 3,496.